# High Kirk
High Kirk è il termine usato per intendere le chiese scozzesi che prima della Riforma protestante erano cattedrali cattoliche. La Chiesa di Scozia, essendo riformata, non ha un'organizzazione fondata sull'episcopalismo, quindi non ha cattedrali, ma tutte quelle che prima erano cattedrali vengono chiamate High Kirk.
Il termine High Kirk è legato al termine inglese High Church, che designa le Chiese anglicane che praticano una forma di anglicanesimo cattolicizzante (anglo-cattolicesimo).